# Vaixell museu

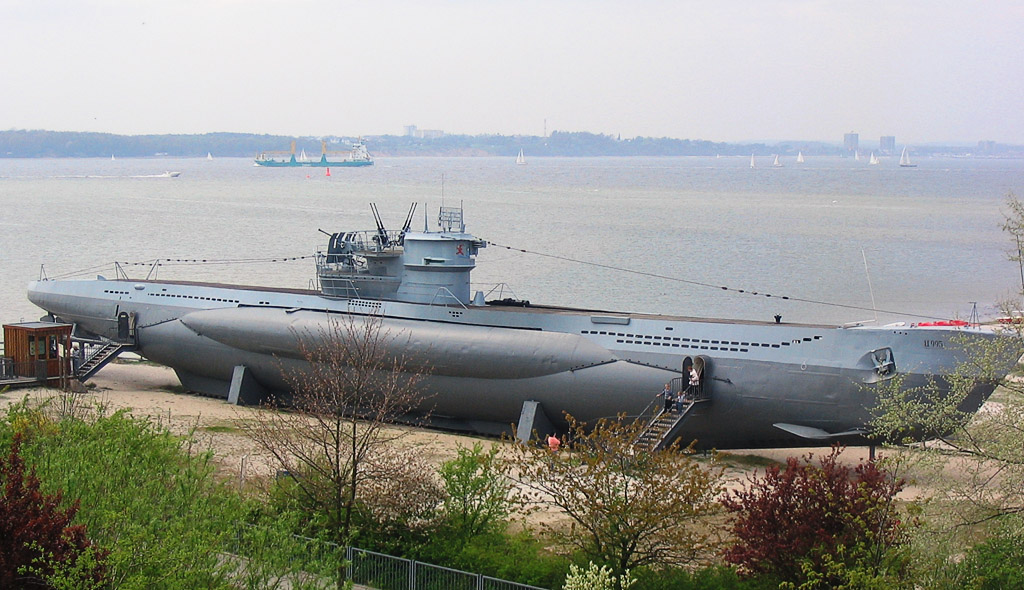
Submarí alemany U-995 de la Segona Guerra Mundial utilitzat com a museu. Noteu les dues obertures realitzades en el costat d'estribord per permetre l'entrada i sortida de visitants.

Un vaixell museu és aquell vaixell que ha estat conservat després de la seva vida en actiu, recondicionat com museu i obert al públic amb finalitats educatives, turístiques o commemoratives.
Hi ha diversos centenars de vaixells museu a nivell mundial, de diversos tipus i antiguitat, estant alguns d'ells associats a museus marítims que complementen l'exposició. La majoria dels vaixells donats de baixa acaben desballestats i venuts com a ferralla, i també en el cas de les naus militars solen ser enfonsades en exercicis de tir. Només uns pocs vaixells acaben sent preservats per la seva importància o singularitat històrica, normalment després de la pressió d'associacions privades, voluntaris, entusiastes i antigues tripulacions. El procés de reconversió en un vaixell museu sol ser llarg i costós, tant econòmicament com tècnica.

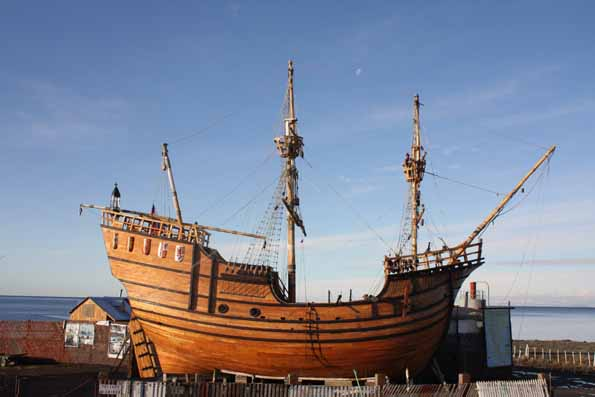
Rèplica de la Nao Victoria, a Punta Arenas, Xile.

L'HMS Victory és el vaixell més antic encara en servei i que funciona també com a vaixell museu.